# Garbahaarrey

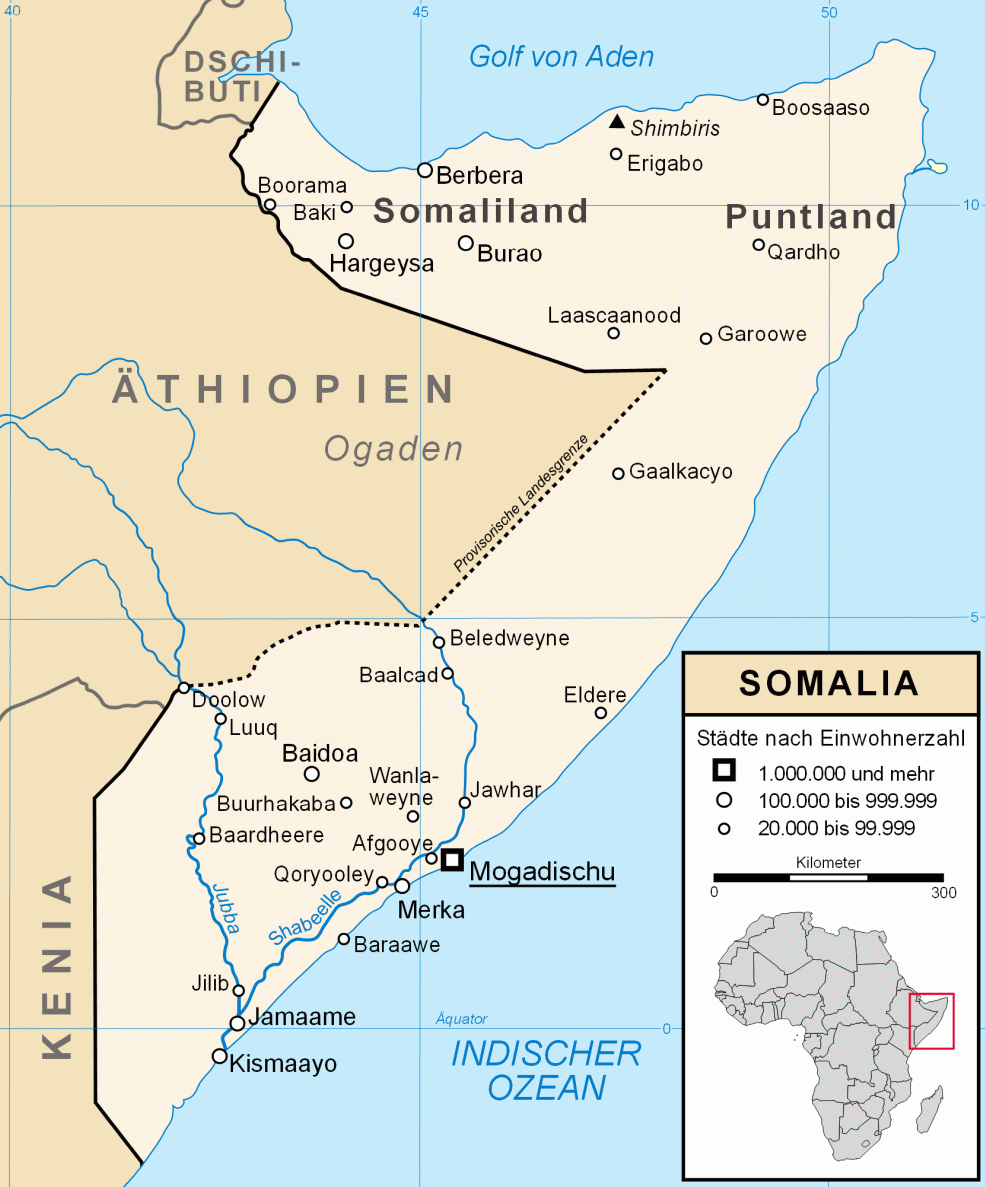
Karte Somalias; Garbahaarrey liegt südwestlich von Luuq

Garbahaarrey (auch Garbahaarreey, Garbaharey oder Garba Harre geschrieben) ist eine Stadt im Süden Somalias und Hauptstadt der Region Gedo.

## Geographie
Garbahaarrey liegt unweit der Grenzen zu Kenia und Äthiopien, westlich des Flusses Jubba.

## Bevölkerung
Die etwa 12.000 Einwohner gehören hauptsächlich dem Marehan-Subclan der Darod an, zu dem auch der frühere somalische Präsident und Diktator Siad Barre gehörte.
Barre selbst gab an, 1919 in Garbahaarrey geboren zu sein. Anderen Angaben zufolge ist er jedoch in Shilabo im äthiopischen Ogaden geboren und gab später Garbahaarrey an, um einen Posten in der Kolonialverwaltung von Italienisch-Somaliland zu erhalten. Nach seinem Tod 1995 wurde er hier begraben.